# ۳۲۱۲ آگریکولا
سیارک ۳۲۱۲ (به انگلیسی: 3212 Agricola، نامگذاری:1938DH2) سه هزار و دویست و دوازدهمین سیارک کشف شده‌است که در ۱۹ فوریه ۱۹۳۸ کشف شد.
قدر مطلق سیارک برابر ۱۳٫۸۰ است.